# ريتشارد آلفين نيلسون
ريتشارد آلفين نيلسون (بالإنجليزية: Richard Neilson)‏ هو دبلوماسي بريطاني، ولد في 9 يوليو 1937، وتوفي في 6 يونيو 1997.